# Fellowes, Inc.

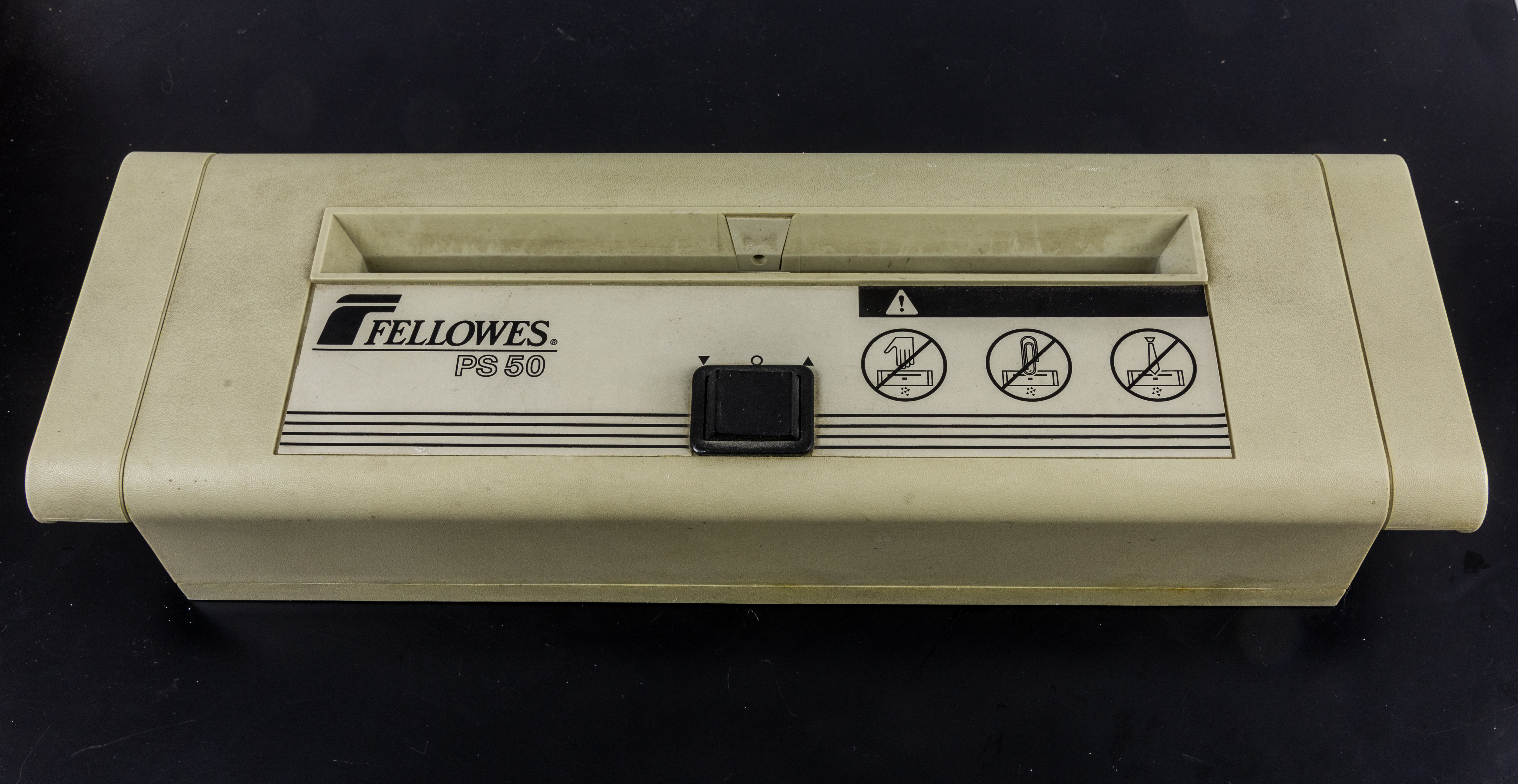
Aktenvernichter

Fellowes, Inc., mit Hauptsitz in Itasca, Illinois (Vereinigte Staaten) stellt Büromaschinen, wie Aktenvernichter, Laminiergeräte und Geräte zum Binden und Schneiden, sowie Dokumentenaufbewahrungssysteme her.

## Geschichte
Das Unternehmen wurde gegründet 1917 von Harry Fellowes als Bankers Box Company. Neben 4 Standorten in den USA betreibt die Firma inzwischen weltweit Niederlassungen in 14 Ländern, beginnend 1972 mit der ersten Niederlassung in Großbritannien mit insgesamt mehr als 2700 Mitarbeitern. Eine deutsche Niederlassung befindet sich in Hannover (Niedersachsen).
Die Leitung der Firma unterliegt seit 1983 James Fellowes, dem Enkel des Gründers Harry Fellowes. Der ursprüngliche Name Bankers Box Company, benannt nach dem ersten Dokumentenaufbewahrungsprodukt, der Bankers Box®, wurde im selben Jahr in Fellowes Manufacturing geändert, um dem inzwischen breiteren Produktangebot des Unternehmens gerecht zu werden.